# Actinote pellenea
Actinote pellenea är en fjärilsart som beskrevs av Hübner 1820-1824. Actinote pellenea ingår i släktet Actinote och familjen praktfjärilar. Inga underarter finns listade i Catalogue of Life.

## Bildgalleri

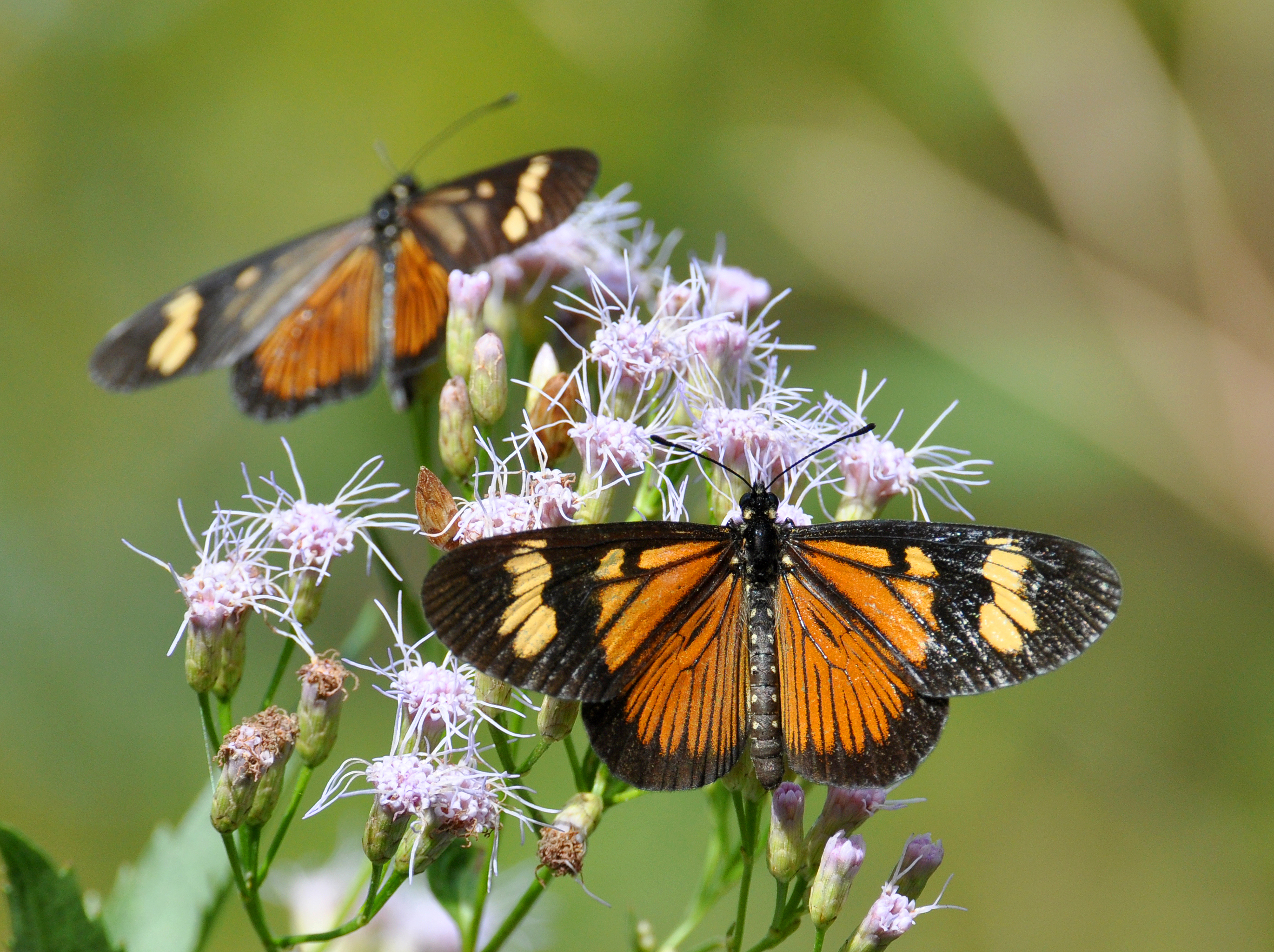
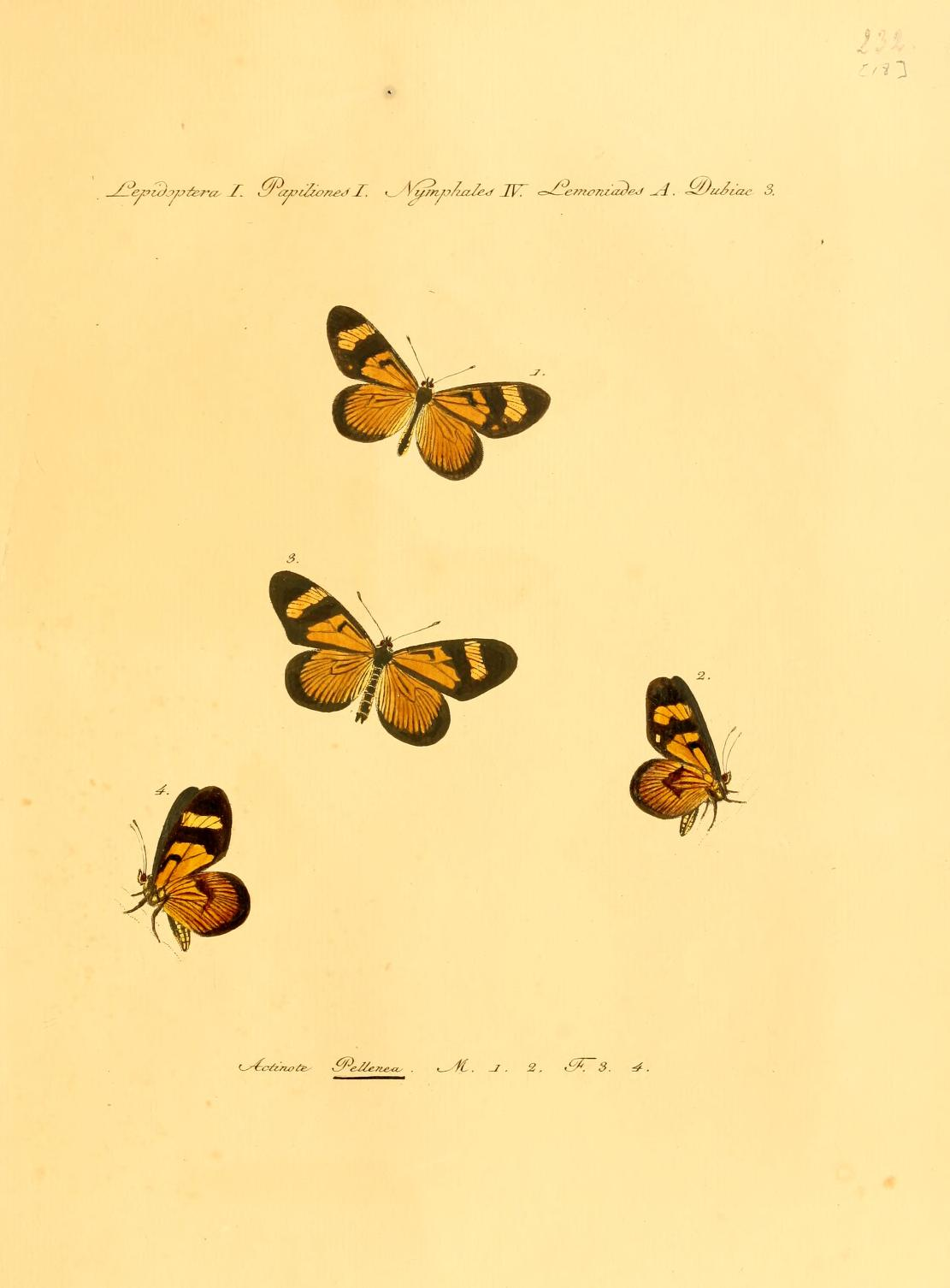